# Macerata Feltria
Macerata Feltria ist eine italienische Gemeinde mit 1896 Einwohnern (Stand 31. Dezember 2023) in der Provinz Pesaro und Urbino in den Marken. Die Gemeinde liegt etwa 28 Kilometer westsüdwestlich von Pesaro und etwa 17 Kilometer westnordwestlich von Urbino. Macerata Feltria gehört zur Comunità montana del Montefeltro und  ist Mitglied der Vereinigung I borghi più belli d’Italia (Die schönsten Orte Italiens).

## Geschichte
Die Thermalquellen von Macerata Feltria waren bereits im Altertum bekannt. In der römischen Antike wurden sie Pitinum genannt.

## Persönlichkeiten
- Antonio Maria Vegliò (* 1938), Kardinal